# ジョージ・デュロー
ジョージ・ヴァレンタイン・デュロー(英語: George Valentine Dureau、1930年12月28日 - 2014年4月7日)は、アメリカ合衆国の芸術家。木炭デッサンや、プアホワイト、黒人の運動選手・小人・切断障害者を主題とした白黒写真の作品で知られる。写真家のロバート・メイプルソープは。デュローの撮影した、被写体を「晒され弱々しく、遊び好きで欲しがりの、複雑で人間らしい一個人として」写した、切断障害者・小人の写真作品に影響を受けたとされる。

## 経歴
ルイジアナ州、ニューオーリンズ近郊の町、レイクビューで、母クララ・ロゼラ・レゲット・デュローと父ジョージ・ヴァレンタイン・デュローのあいだに生まれ、バイユー・セント・ジョンで育つ。1952年、ルイジアナ州立大学で美術学位を取得して卒業後、テュレーン大学で建築学を学び始める。この間、アメリカ陸軍にも従軍している。画家として整形を建てる以前、デュローはニューオーリンズの百貨店、クリーガーズのために、ディスプレイデザイナー及びウィンドウドレッサーとして働いている。彼は生涯のほとんどを、芸術家やボヘミアンの街として知られたフレンチ・クオーターで過ごし、奇抜さと客好きでよく知られていた。デュローの友人で教え子のロバート・メイプルソープは、デュローの初期の白黒写真をオマージュした作品を撮っている。2014年、デュローはアルツハイマー病が死因で亡くなった。

## 作品
彼の作品の一部は、オッジェン美術館に所蔵されている。また、ニューオーリンズの美術館の他にも彼の作品は展示されており、有名なものとしてはハラーズ・ニューオーリンズのペディメント彫刻（ペディメント）やニューオーリンズ・シティ・パーク入り口脇にある青銅の像がある。また、ガリアー・ホールの壁一面に描かれた、マルディ・グラのパレードを題材にした壁画が残っている。ニューヨーク、ハイヤー・ピクチャーズ・ギャラリーで開催された、若い黒人男性に焦点を当てた白黒写真の展覧会、"Black 1973-1986"は、絶賛を浴びた。

## 関連文献
- Lucie-Smith, Edward (1985). George Dureau New Orleans: 50 Photographs. London: GMP Publishers Ltd.. ISBN 0-907040-47-0
- Gefter, Philip (2016). George Dureau, The Photographs. New York: Aperture. ISBN 978-1-59711-284-0